# Yamamoto Hiroto
Hiroto Yamamoto (sinh ngày 16 tháng 10 năm 1988) là một cầu thủ bóng đá người Nhật Bản.

## Sự nghiệp câu lạc bộ
Hiroto Yamamoto đã từng chơi cho Thespa Kusatsu và Kagoshima United FC.